# Srbac Selo
Srbac Selo (cyr. Србац Село) – wieś w Bośni i Hercegowinie, w Republice Serbskiej, w gminie Srbac. W 2013 roku liczyła 822 mieszkańców.